# Acalolepta australis
Acalolepta australis är en skalbaggsart som ingår i släktet Acalolepta och familjen långhorningar.

## Underarter
Arten delas in i följande underarter:
- A. a. orientalis
- A. a. australis
- A. a. parcepuncticollis
- A. a. saintaignani
- A. a. keyensis

## Bildgalleri

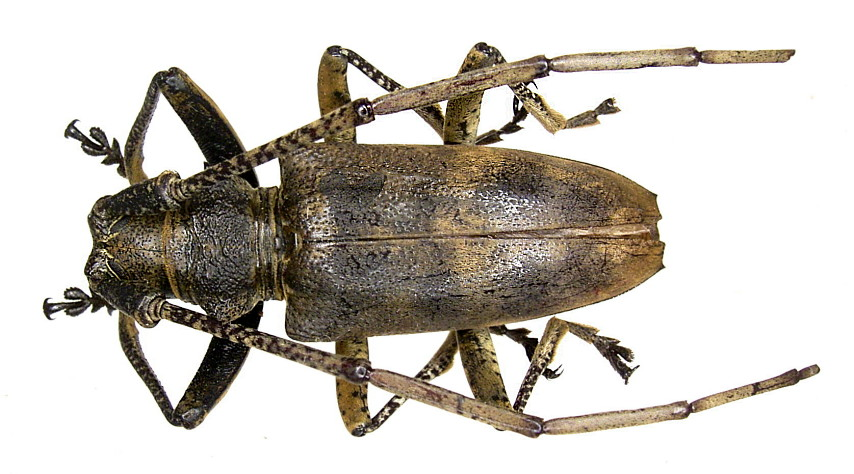